# Lagavulin (village)
Pour la distillerie, voir Lagavulin.
Lagavulin est un village situé sur l'île d'Islay dans l'Argyll and Bute, en Écosse.